# Alcedo argentata
Alcedo argentata é uma espécie de ave da família Alcedinidae.
É endémica das Filipinas.
Os seus habitats naturais são: florestas subtropicais ou tropicais húmidas de baixa altitude e rios.
Está ameaçada por perda de habitat.